# ミニ・エスタディ
ミニ・エスタディ（Mini Estadi）は、かつてスペイン・バルセロナに存在したサッカー競技場。FCバルセロナの本拠地カンプ・ノウに隣接しており、FCバルセロナBなどの本拠地となっていた。2019年に解体が始まった。

## 使用
2018-19シーズンまではFCバルセロナB（リザーブチーム）、フベニールA（U-19）、フェメニ（女子チーム）の本拠地であったが、解体される2019-20シーズンよりエスタディ・ヨハン・クライフに移転している。2006-07シーズン限りで解散したFCバルセロナCも本拠地としていた。
また、サッカーアンドラ代表が主な試合会場の一つとしていたほか、NFLヨーロッパのバルセロナドラゴンズも2003年の解散まで用いていた。コンサートに用いられることもあった。

## 解体
FCバルセロナ関連施設の改修・再編計画エスパイ・バルサの一環として、2018-19シーズン終了後に解体され、跡地にはパラウ・ブラウグラナ（FCバルセロナのバスケットボールチーム、ハンドボールチーム、フットサルチームが用いる屋内競技場）が新築移転する。FCバルセロナBなどの本拠地はバルセロナ郊外のサン・ジュアン・ダスピにあるシウタ・エスポルティバ（トップチーム練習場、育成組織の拠点）に建設されたエスタディオ・ヨハン・クライフに移転した。